# Adobe Creative Cloud
Adobe Creative Cloud, és un servei d'Adobe Systems que dona als usuaris accés als programaris de disseny gràfic, edició de vídeo, disseny web i serveis en el núvol.
Adobe CC, treballa a partir d'un model de software com a servei, on els consumidors no posseeixen el software, però l'adquireixen per una subscripció. Quan la subscripció acaba i no es renova, l'usuari perd l'accés a les aplicacions així com a la feina guardada en formats propietaris que no pot ser usada en aplicacions de la competència.
Adobe va anunciar per primera vegada Creative Cloud a l'octubre de 2011. Inicialment, van mantenir el model de llicència perpètua i van llançar una altra versió d'Adobe Creative Suite (CS) a l'any següent. El 6 de maig de 2013, Adobe va anunciar que no llançarien noves versions de Creative Suite i que «tot» programari futur només podria ser adquirit per mitjà de Creative Cloud. Les primeres noves versions que es van fer només per Creative Cloud van ser llançades el 17 de juny de 2013.
Quan es compra Creative Cloud, s'ha d'usar l'instal·lador d'Adobe que descarrega d'internet les apps desitjades. Aquest instal·lador també verifica les llicències de protecció anti-còpia; aquesta verificació es realitza obligatòriament a l'iniciar una app Creative Cloud. Cada 30 dies es fa una anàlisi general per buscar modificacions o hacks en els arxius locals, durant aquest procés les apps d'Adobe no es poden utilitzar. No obstant això, 24 hores després de l'llançament de CC, el software ja estava en diversos llocs de warez, demostrant que aquesta protecció anticòpia va ser ineficaç per aturar la seva piratería.
El 4 d'octubre de 2013, la xarxa serveis Creative Cloud va ser víctima d'un sofisticat atac informàtic on es van sostreure les dades de 38 milions de clients, numeros de targetes de crèdit o dèbit i dates d'expiració de les mateixes. Aquest atac també va robar el codi font de les apps Creative Cloud.

## Aplicacions
Adobe Creative Cloud reprèn les funcions de l'edició avançada de fotografies del seu predecessor, també inclou algunes noves funcions, la més important és l'habilitat instantània d'actualitzacions que va ser també millorada per professionals.

### Aplicacions que en van formar part
(les quals van ser directament discontinuades)
- Encore
- Fireworks
- Muse
- Edge Animate
- Edge Reflow
- Edge Inspect
- Edge Code

### Aplicacions ja existents
- After Effects
- Animate (Antes conocido como Flash Professional)
- Audition
- Dreamweaver
- Color
- Illustrator
- InCopy
- InDesign
- Photoshop
- Photoshop Lightroom
- Prelude
- Premiere Pro
- SpeedGrade
- Story
- XD
- Dimension
- Portfolio
- Fuse
- Bridge
- Stock